# New Douglas (Illinois)
New Douglas – wieś w Stanach Zjednoczonych, w stanie Illinois, w hrabstwie Madison.